# Z Leonis
Z Leonis är en halvregelbunden variabel av SRB-typ i stjärnbilden Lejonet.
Stjärnan varierar mellan fotografisk magnitud +9,9 och 11,5 med en ungefärlig period av 56,83 dygn.